# Transpoziție Beckmann
Transpoziția Beckmann este o reacție de transpoziție catalizată de acizi a cetoximelor la amide substituite. Reacția a fost denumită după chimistul german Ernst Otto Beckmann (1853–1923). Reacția este aplicabilă și oximelor ciclice, obținându-se lactame. Reacția nu are loc în cazul aldoximelor.
Transpoziția Beckmann servește pentru identificarea radicalilor într-o cetonă, R'COR", cu structură necunoscută, căci prin hidroliza amidei se obține un acid, R'COOH sau R"COOH, și o amină primară, R'NH2 sau R"NH2, mai ușor de identificat. De asemenea, reacția servește la prepararea unor amine primare greu de obținut pe altă cale.
Ca exemplu, avem transpoziția ciclohexanoximei. Pornind de la ciclohexanonă, se formează oxima corespunzătoare acestei cetone ciclice ca și compus intermediar (ciclohexanoxima), iar prin transpoziție se obține caprolactama, un compus important în procesul de sinteză al Nylon 6.

## Mecanism
În primul rând, prin intermediul unei reacții acido-bazice, are loc protonarea grupei hidroxil din oximă, ceea ce are rolul de a ușura placarea grupei. În continuare, printr-un mecanism concertat, are loc migrarea grupei în poziția anti, concomitent cu eliberarea unei molecule de apă. Se obține un intermediar de tip ion nitrilic, în care există un atom de carbon electrofil, la care are loc un atac nucleofil al unei molecule de apă. Produsul rezultat, ulterior deprotonării, trece în amida corespunzătoare prin tautomerizare.